# 羅聖昇
- 羅聖勝
- 羅星昇

羅 聖昇（ナ・ソンスン、英語: Na Sung-seung、朝鮮語: 나성승、1999年8月28日 - ）は、大韓民国の男子バドミントン選手。

## 経歴
2017年のアジアジュニア選手権では、男子ダブルスと混合ダブルスの2種目で銀メダルを獲得した。
2019年から2020年までは同世代の王燦とペア組み国際大会に出場し、2019年のハイデラバード・オープン、ベトナム・オープンで準優勝などをした。
それ以降は、3歳年下の真龍とペアを組む。

### 2023
2月のアジア混合団体選手権では、準々決勝のインドネシア戦で同世代の金元昊と即席でペアを組み、世界ランク1位のファジャル・アルフィアン / ムハマド・リアン・アルディアントを破るなどし、韓国代表チームの準優勝に大きく貢献した。
5月のスディルマン杯では韓国代表の1人として出場する。準決勝のマレーシア戦で、金元昊と即席ペアを組んで世界ランク2位のアーロン・チア / ソー・ウーイックを21-12, 21-11で破って韓国チームの勝利に貢献した。
6月の台湾オープンでは、準々決勝に進出したが台湾ペアに敗れ敗退した。
9月のアジア競技大会の男子団体戦では、金元昊との即席ペアで、1回戦、準々決勝、準決勝の第2ダブルスとして出場。1回戦のマレーシア戦では、世界ランク9位のオン・ユーシン / テオ・イーイを破り、準々決勝のインドネシア戦では、世界ランク11位のレオ・ローリー・カルナンド / ダニエル・マーティンを破る。準決勝でも、インドの第2ダブルスペアをストレートで下し、団体戦を通して全試合で勝利し韓国チームに大きく貢献した。
10月のデンマーク・オープンでは、1回戦で世界ランク12位のレオ・ローリー・カルナンド / ダニエル・マーティンを破り、2回戦では世界ランク7位の保木卓朗 / 小林優吾を破って準々決勝に進出。準々決勝ではファジャル・アルフィアン / ムハマド・リアン・アルディアントに敗れて敗退した。

### 2024年
5月のマレーシア・マスターズでは、準々決勝で世界ランク4位のアーロン・チア / ソー・ウーイックを破る。準決勝では世界ランク11位の何濟霆 / 任翔宇を破って決勝に進出するが、デンマークペアに敗れ準優勝となった。
第1シードを破って、キャリア初のワールドツアー上位大会決勝進出を果たした。